# Supernova 2018
Supernova 2018 fand vom 3. Februar bis zum 24. Februar 2018 statt und war der lettische Vorentscheid für den Eurovision Song Contest 2018 in Lissabon (Portugal). Siegerin wurde Laura Rizzotto mit ihrem selbstgeschriebenen Lied Funny Girl.

## Format

### Konzept
Am 30. August 2017 gab die öffentlich-rechtliche Fernsehgesellschaft Latvijas Televīzija (LTV)  bekannt, dass der Vorentscheid Supernova auch 2018 wieder dazu dienen werde, den Interpreten sowie das Lied für den ESC zu bestimmen. Am 6. Dezember gab LTV bekannt, dass 21 Teilnehmer am Vorentscheid teilnehmen werden. Anders als in den drei Jahren zuvor, wird es 2018 drei Halbfinals und ein Finale geben. 2015, 2016 und 2017 gab es jeweils zwei Heats, ein Halbfinale und ein Finale. Dazu kommt die Änderung, dass aus den drei Halbfinalen nur jeweils zwei Teilnehmer sich für das Finale qualifizieren werden. Dazu werden nach den drei Halbfinals noch zwei Wildcards verteilt. Somit werden im Finale acht Teilnehmer gegeneinander antreten. Das Abstimmungsverfahren wird zu 50 % vom Televoting bestimmt und zu 50 % von Juryvoting bestimmt. Anders als in anderen Vorentscheidungen gewinnt hier jedoch der Interpret mit der niedrigsten Punktzahl. Das gilt für die drei Halbfinals sowie auch für das Finale.

### Beitragswahl
Vom 6. September 10:00 Uhr bis zum 15. Oktober 2017, 23:59 Uhr konnten Beiträge bei LTV eingereicht werden. In einer Pressemitteilung gab LTV bekannt, dass man nach modernen Pop-Songs suche, die sich im internationalen Markt durchsetzten können. Dazu sollten die Kandidaten über Charisma verfügen, auch um eine internationale Karriere aufbauen zu können. Dazu kommen Regeländerungen für die Beitragswahl 2018. Es dürfen nur 30 % der Komponisten eines Liedes aus dem Ausland stammen. Dazu wurde ein Songwriter Camp veranstaltet, um Beiträge für den Vorentscheid zu schreiben.
Nachdem LTV bekannt gab, dass man 93 Lieder erhielt, kürzte man diese auf 63 Lieder. Diese standen in einem weltweiten Online-Voting zu bewerten mit einem Like (positiver Bewertung) und einem Dislike (Negative Bewertung). Dabei konnte man vom 29. Oktober bis zum 5. November 2017 alle Lieder anhören, auch wenn der Interpret dabei anonym blieb. Am 3. November gab LTV dann bekannt, dass insgesamt 152082 Stimmen eingegangen sind. Davon waren 41946 Likes und 110136 Dislikes. Dieses System sollte der Jury helfen, die Beiträge aussuchen, die am Ende in die Sendungen kommen.
In der nächsten Phase des Auswahlverfahrens stellten sich intern ausgewählte Kandidaten einer Jury. Diese Auftritte fanden am 5. November 2017 live vor Publikum im Einkaufszentrum Alfa Park in Riga statt.
Am 9. November 2017 gab LTV dann bekannt, dass man die Kandidaten für die Sendungen ausgewählt habe.

## Teilnehmer
Am 6. Dezember 2017 gab LTV die 21 Teilnehmer der Supernova 2018 bekannt. Darunter war Markus Riva, der bereits 2015, 2016 und 2017, also an allen vorherigen Ausgaben der Supernova, teilnahm. Auch Aminata Savadogo, die Lettland 2015 vertrat und Lettlands Lied 2016 schrieb, kehrte als Komponisten zur Supernova zurück.

## Halbfinale

### Erstes Halbfinale
Das erste Halbfinale fand am 3. Februar 2018, 21:25 Uhr (EET) statt. Zwei Teilnehmer qualifizierten sich für das Finale. Ein weiterer Teilnehmer wurde per Wildcard ins Finale gewählt.
| Platz | Startnr. | Interpret                          | Lied Musik (M) und Text (T)                                                              | Sprache  | Übersetzung (Inoffiziell)      | Jury Platz | Zuschauer  | Zuschauer | Zuschauer | Zuschauer |
| Platz | Startnr. | Interpret                          | Lied Musik (M) und Text (T)                                                              | Sprache  | Übersetzung (Inoffiziell)      | Jury Platz | Televoting | Internet  | Spotify   | Platz     |
| ----- | -------- | ---------------------------------- | ---------------------------------------------------------------------------------------- | -------- | ------------------------------ | ---------- | ---------- | --------- | --------- | --------- |
| 1.    | 7        | Liene Greifāne                     | Walk the Talk M/T: Liene Greifāne, Ylva Persson, Linda Persson, Roeland Ruijsch          | Englisch | Auf Worten Taten folgen lassen | 1.         | 0686       | 0509      | 05 %      | 3.        |
| 2.    | 6        | Edgars Kreilis                     | Younger Days M/T: Edgars Kreilis, Kaspars Ansons                                         | Englisch | Jüngere Tage                   | 2.         | 0550       | 0755      | 31 %      | 2.        |
| 3.    | 5        | Sudden Lights                      | Just Fine M: Andrejs Reinis Zitmanis, Kārlis Matīss Zitmanis; T: Andrejs Reinis Zitmanis | Englisch | Alles in Ordnung               | 4.         | 1.154      | 1.835     | 18 %      | 1.        |
| 4.    | 3        | DVINES                             | More Than Meets the Eye M: Andris Strazds, DVINES; T: DVINES                             | Englisch | Mehr als trifft das Auge       | 3.         | 0356       | 0386      | 03 %      | 5.        |
| 5.    | 1        | Katrīna Gupalo and The Black Birds | Intoxicating Caramel M/T: Katrīna Gupalo                                                 | Englisch | Berauschendes Karamell         | 5.         | 0357       | 0222      | 24 %      | 4.        |
| 6.    | 2        | Rahu the Fool                      | Oh Longriver M: Pēteris Narubins; T: Rahu the Fool                                       | Englisch | Oh, langer Fluss               | 6.         | 0165       | 0140      | 03 %      | 7.        |
| 7.    | 4        | Agnese Stengrevics                 | You Are My World M: Helvijs Stengrevics; T: Agnese Stengrevics                           | Englisch | Du bist meine Welt             | 7.         | 0168       | 0260      | 16 %      | 6.        |

 Kandidat hat sich für das Finale qualifiziert.
 Kandidat hat sich per Wildcard für das Finale qualifiziert.

### Zweites Halbfinale
Das zweite Halbfinale fand am 10. Februar 2018, 21:25 Uhr (EET) statt. Zuerst qualifizierten sich nur MADARA und Ritvars für das Finale. Einige Tage später gab LTV dann allerdings bekannt, dass es beim Auszählen der Stimmen im zweiten Halbfinale zu einem technischen Fehler gekommen ist, so dass sich Markus Riva zuerst nicht für das Finale qualifizierte, woher er nach einer Korrektur der Stimmen Zweiter geworden wäre. Als Ergebnis daraus ließ LTV beide Teilnehmer zum Finale zu.
| Platz | Startnr. | Interpret   | Lied Musik (M) und Text (T)                                                                                  | Sprache  | Übersetzung (Inoffiziell) | Jury Platz | Zuschauer  | Zuschauer | Zuschauer |
| Platz | Startnr. | Interpret   | Lied Musik (M) und Text (T)                                                                                  | Sprache  | Übersetzung (Inoffiziell) | Jury Platz | Televoting | Spotify   | Platz     |
| ----- | -------- | ----------- | --- | -------- | ------------------------- | ---------- | ---------- | --------- | --------- |
| 1.    | 2        | MADARA      | Esamība M/T: Madara Fogelmane                                                                                | Lettisch | Existenz                  | 2.         | 613        | 25 %      | 2.        |
| 2.    | 3        | Markus Riva | This Time M/T: Markus Riva, Kaspars Ansons, Edgars Krastiņš, Quincy Thompson                                 | Englisch | Dieses Mal                | 3.         | 685        | 18 %      | 1.        |
| 3.    | 5        | Ritvars     | Who's Counting? M/T: Ritvars Vulis                                                                           | Englisch | Wer zählt?                | 1.         | 319        | 10 %      | 4.        |
| 4.    | 7        | Riga Reggae | Stop the War U2 M: Horens Stalbe, Vladimirs Eglītis, Mārtiņš Burkevics, Renarts Braufmanis; T: Horens Stalbe | Englisch | Halte den Krieg auf U2    | 4.         | 423        | 13 %      | 3.        |
| 5.    | 1        | Hypnotic    | Pray M: Sabīne Geiba; T: Sabīne Geiba, Beatrise Heislere                                                     | Englisch | Beten                     | 6.         | 167        | 12 %      | 5.        |
| 6.    | 4        | In My Head  | Sunset M: Armands Varslavāns; T: Evija Smagare                                                               | Englisch | Sonnenuntergang           | 5.         | 117        | 11 %      | 7.        |
| 7.    | 6        | Monta       | 1000 Roses M/T: Monta Ķimene                                                                                 | Englisch | 1000 Rosen                | 7.         | 153        | 11 %      | 6.        |

 Kandidat hat sich für das Finale qualifiziert.
 Kandidat hat sich per Wildcard für das Finale qualifiziert.

### Drittes Halbfinale
Das dritte Halbfinale fand am 17. Februar 2018, 21:25 Uhr (EET) statt. Zwei Teilnehmer qualifizierten sich für das Finale.
| Platz | Startnr. | Interpret      | Lied Musik (M) und Text (T)                                                                                                | Sprache  | Übersetzung (Inoffiziell) | Jury Platz | Zuschauer  | Zuschauer | Zuschauer | Zuschauer |
| Platz | Startnr. | Interpret      | Lied Musik (M) und Text (T)                                                                                                | Sprache  | Übersetzung (Inoffiziell) | Jury Platz | Televoting | Internet  | Spotify   | Platz     |
| ----- | -------- | -------------- | --- | -------- | ------------------------- | ---------- | ---------- | --------- | --------- | --------- |
| 1.    | 7        | Laura Rizzotto | Funny Girl M/T: Laura Rizzotto                                                                                             | Englisch | Lustiges Mädchen          | 1.         | 1.234      | 2.536     | 15 %      | 1.        |
| 2.    | 4        | Lauris Valters | Lovers Bliss M/T: Lauris Valters, Reinis Briģis                                                                            | Englisch | Liebhaberseligkeit        | 2.         | 0254       | 0369      | 12 %      | 4.        |
| 3.    | 6        | Kris & Oz      | Morning Flight M: Artūrs Osipovs, Aleksandrs Solovjovs; T: Kristīne Morina, Kristīne Sisējeva                              | Englisch | Flug am Morgen            | 4.         | 0316       | 0463      | 14 %      | 2.        |
| 4.    | 2        | Ed Rallidae    | What I Had with You M/T: Aminata Savadogo                                                                                  | Englisch | Was ich mit dir hatte     | 5.         | 0211       | 0323      | 17 %      | 3.        |
| 5.    | 5        | MIONIA         | You M/T: Maija Līcīte | Englisch | Du                        | 3.         | 0145       | 0141      | 14 %      | 7.        |
| 6.    | 3        | Katrine Lukins | Running Red Lights M: Katrine Lukins, Andris Lūkins, Kaspars Ansons; T: Katrine Lukins                                     | Englisch | Leuchtende rote Lichter   | 6.         | 0096       | 244       | 16 %      | 5.        |
| 7.    | 1        | Jenny May      | Soledad M/T: Maija Stuģe, Martin Karl Hägglund, Martin Björn Hanzén, Tim Erik Åström, Michael Javier Hernan Barraza Alfaro | Spanisch | Einsamkeit                | 7.         | 0211       | 0227      | 12 %      | 6.        |

 Kandidat hat sich für das Finale qualifiziert.
 Kandidat hat sich per Wildcard für das Finale qualifiziert.

## Finale
Das Finale fand am 24. Februar 2018, 21:25 Uhr (EET) statt. Acht Teilnehmer traten hier gegeneinander an.
| Platz | Startnr. | Interpret      | Lied Musik (M) und Text (T)                                                              | Sprache  | Übersetzung (Inoffiziell)      | Jury Platz | Zuschauer  | Zuschauer | Zuschauer | Zuschauer |
| Platz | Startnr. | Interpret      | Lied Musik (M) und Text (T)                                                              | Sprache  | Übersetzung (Inoffiziell)      | Jury Platz | Televoting | Internet  | Spotify   | Platz     |
| ----- | -------- | -------------- | ---------------------------------------------------------------------------------------- | -------- | ------------------------------ | ---------- | ---------- | --------- | --------- | --------- |
| 1.    | 7        | Laura Rizzotto | Funny Girl M/T: Laura Rizzotto                                                           | Englisch | Lustiges Mädchen               | 1.         | 2.956      | 5.172     | 12 %      | 1.        |
| 2.    | 1        | Sudden Lights  | Just Fine M: Andrejs Reinis Zitmanis, Kārlis Matīss Zitmanis; T: Andrejs Reinis Zitmanis | Englisch | Alles in Ordnung               | 2.         | 1.563      | 2.357     | 28 %      | 2.        |
| 3.    | 3        | MADARA         | Esamība M/T: Madara Fogelmane                                                            | Lettisch | Existenz                       | 3.         | 1.490      | 2.785     | 18 %      | 4.        |
| 4.    | 2        | Ritvars        | Who's Counting? M/T: Ritvars Vulis                                                       | Englisch | Wer zählt?                     | 4.         | 0488       | 0490      | 11 %      | 6.        |
| 5.    | 8        | Markus Riva    | This Time M/T: Markus Riva, Kaspars Ansons, Edgars Krastiņš, Quincy Thompson             | Englisch | Dieses Mal                     | 7.         | 2.321      | 2.839     | 10 %      | 3.        |
| 6.    | 6        | Edgars Kreilis | Younger Days M/T: Edgars Kreilis, Kaspars Ansons                                         | Englisch | Jüngere Tage                   | 5.         | 0413       | 0781      | 09 %      | 7.        |
| 7.    | 4        | Liene Greifāne | Walk the Talk M/T: Liene Greifāne, Ylva Persson, Linda Persson, Roeland Ruijsch          | Englisch | Auf Worten Taten folgen lassen | 8.         | 0398       | 0800      | 07 %      | 5.        |
| 8.    | 5        | Lauris Valters | Lovers Bliss M/T: Lauris Valters, Reinis Briģis                                          | Englisch | Liebhaberseligkeit             | 6.         | 0285       | 0366      | 05 %      | 8.        |